# 交流电动机
交流电动机是利用交流电来激励并产生磁场的电动机，交流電動機可以控制電流和磁場的方向，是不用設計電刷的，而結構上主要分为同步电动机和异步电动机两大类，前者一般會有永久磁鐵，後者則使用感應方式使線圈產生磁場，也可根据所加的交流电也分为单相和三相电机。